# Magdalena Mira

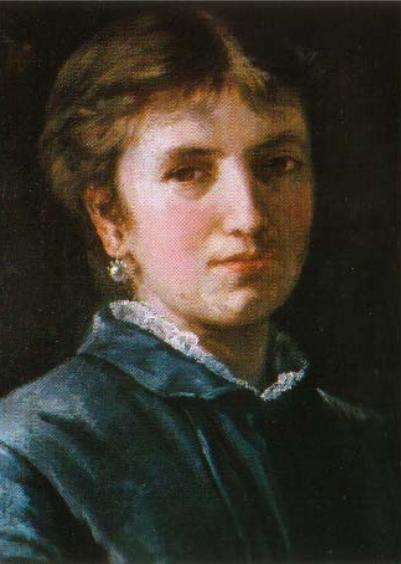
Magdalena Mira, chân dung tự họa

Magdalena Mira Mena (1859–1930) là một họa sĩ và nhà điêu khắc người Chile. Cùng với em gái của bà là Aurora, bà là một trong những họa sĩ nữ được công nhận sớm nhất không chỉ ở Chile mà còn trong toàn bộ châu Mỹ Latin. Bà cũng là một trong những phụ nữ đầu tiên học nghệ thuật tại Trường Mỹ thuật Santiago.

## Tiểu sử
Sinh ra ở  Santiago vào năm 1859, Mira là con gái của họa sĩ Gregorio Mira Iñiguez và vợ ông là Mercedes Mena Alviz. Lớn lên trong một môi trường làm việc tốt, bà được đưa tới hội họa bởi chính cha của mình, người đã học theo họa sĩ người Pháp Raymond Monvoisin, giám đốc đầu tiên của Học viện Mỹ thuật Chile. Bà tiếp tục theo học Giám đốc thứ ba của học viện là Juan Mochi và nhà điêu khắc José Miguel Blanco (1839–1897) vào một thời điểm mà được cho là khá bất thường nếu như phụ nữ thực hiện các nghiên cứu nghệ thuật chính thức.
Với tư cách là một họa sĩ, bà đã làm việc với dầu, tạo ra chân dung, thường trong hồ sơ, thứ được mô tả một cách nồng nhiệt là có sự hiểu biết tốt về các đối tượng của chính bà. Thường được chuẩn bị để triển lãm trong một khung hình bầu dục, chân dung của bà thể hiện sự đánh giá cao về hình thức và sự thực hiện kỹ thuật một cách tuyệt vời. Một trong những tác phẩm xuất sắc nhất của bà, La Viuda (Người Góa phụ), được làm nổi bật bằng cách trình bày cẩn thận các chi tiết xung quanh đối tượng.